# Ronnie Dyson
Ronnie Dyson (Washington D. C., 5 de junio de 1950 - Nueva York, 10 de noviembre de 1990) fue un cantante y actor estadounidense.

## Carrera
Luego de haber desempeñado un papel de liderazgo en Broadway, pasó a debutar en Nueva York, en 1968, en el musical "Hair".
Su maravillosa voz le hizo ocupar el papel de icono en el mundo de la música durante la década de los años 1960; en esos años se destacó en el musical "Era de Acuario".
Dyson fue la voz líder de la canción que se escuchaba en la apertura del show, con la famosa letra cuyas estrofas decían: "Cuando la Luna está en la séptima casa y Júpiter se alinea con Marte". 
Dyson también figuró en la película, "Putney Swope", en el año 1969.
Posteriormente Dyson continuó su carrera con un papel en el film "La Salvación" en 1970. Y también se abocó a la grabación de una canción "If You Let Me Make Love To You Then, Why Can't I Touch You?". Fue allí donde irrumpió en el Top 10 del Billboard Hot 100 chart, alcanzando el puesto número 8; esto último también en 1970.
En 1971 graba "When You Get Right Down To It", una versión cubierta del éxito de los años 1970 con "The Delfonics" (su grupo musical). 
La empresa discográfica que lo contrataba, Columbia Records, lo envió a la Compañía "Internacional" de Filadelfia, para ser producido por Thom Bell, que fue uno de los principales productores con quien trabajó Dyson, logrando una serie de éxitos continuados, incluyendo el exitoso tema "Just Don't Want To be Lonely" en 1973, que alcanzó el puesto 29 en la Billboard de R & B gráfico. 
Dyson realizó tres discos para la "Columbia", incluyendo: 'One Man Band' 1973, 'Love In All Flavors' 1977, y 'If the Shoe Fits' 1979. Un cuarto álbum, durante una segunda fase de su carrera,  apareció en "Cotillion" en el año 1982. 
Mientras Dyson proseguía con sus carreras de cantante y actor, progresivamente y para finales de los años 70, fue declinando su labor debido a problemas de salud causados por el uso indebido de drogas, y en 1982 -aproximadamente cuatro años después de su último éxito-  reapareció en el gráfico de R & B, esta vez en la "Cotillion de  etiqueta". 
" All Over Your Face", 1983, y "See the Clown" en 1990 fueron sus últimos trabajos. 
Dyson murió a la edad de 40 años de insuficiencia cardíaca a finales de 1990, en Brooklyn (Nueva York). 
Póstumamente se lo recordó, en 1991, en un dueto con "Vicki Austin", cuya versión se mantuvo en la cartelera de R & B en el puesto número 79 y se mantuvo durante cinco semanas.